# Wasiliki Arwaniti
Wasiliki Arwaniti (ur. 17 marca 1985 roku w Atenach) – grecka siatkarka plażowa. Uczestniczka igrzysk olimpijskich w Atenach w 2004 roku, gdzie zajęła wraz z Eftalią Kutrumanidu 9. miejsce. Uczestniczka World Touru w którym największym sukcesem jest zwycięstwo podczas zawodów wielkiego szlema w Stavangerze w 2005 roku. Swój debiut zaliczyła podczas turnieju w Le Levandou we Francji w 2001 roku. Jej partnerką była Eftalia Kutrumanidu, a zespół zajął 19. miejsce.
Dwukrotna mistrzyni Europy w siatkówce plażowej w 2005 roku w Moskwie oraz w 2007 roku w Walencji.

## Życie prywatne
Wasiliki Arwaniti urodziła się w stolicy Grecji - Atenach, gdzie obecnie mieszka.

## Miejsca w czołowej trójce
Wasiliki Arwaniti pięć razy stawała na podium z czego dwa na mistrzostwach Europy. Dotychczas tylko raz wygrała zawody World Touru. Odbyło to się w 2005 roku w Stavanger. Arawniti została tym samym najmłodszą zawodniczką, która wygrała zawody World Touru. Miała wtedy 20 lat, 3 miesiące i 15 dni.
| Lp. | Data                      | Miejsce   | Partner             | Medal | Przeciwnicy w finale | Wynik finałowy            |
| 1.  | 8 - 12 czerwca 2005       | Mediolan  | Wasiliki Karandasiu |       | Juliana/Larissa      | 0:2 (23:25, 16:21)        |
| 2.  | 28 czerwca - 2 lipca 2007 | Stavanger | Wasiliki Karandasiu |       | Juliana/Larissa      | 2:1 (12:21, 21:16, 15:10) |
| 3.  | 23 - 28 czerwca 2008      | Stavanger | Wasiliki Karandasiu |       | May-Treanor/Walsh    | 0:2 (13:21, 14:21)        |

Uczestniczyła dotychczas we wszystkich zawodach World Touru w Polsce.

## Mistrzostwa Europy
| Lp. | Data                  | Miejsce  | Partner             | Medal | Przeciwnicy w finale | Wynik finałowy            |
| 1.  | 25 - 28 sierpnia 2005 | Moskwa   | Wasiliki Karandasiu |       | Kadijk/Mooren        | 2:0 (21:17, 21:14)        |
| 2.  | 23 - 5 sierpnia 2007  | Walencja | Wasiliki Karandasiu |       | Gooller/Ludwig       | 2:1 (21:15, 22:24, 15:12) |

## Nagrody indywidualne
- FIVB Most Improved Player 2005